# Rifains
 (janvier 2022).
Vous pouvez partager vos connaissances en l’améliorant (comment ?) selon les recommandations des projets correspondants.
Les Rifains (berbère : ⵉⵔⵉⴼⵉⵢⵏ, Irifiyen; arabe marocain: روافة Rwafa ou ريافة, Riafa; espagnol: Rifeños) sont une ethnie berbère du nord du Maroc.
Ils peuplent principalement les montagnes et plaines de la partie centrale et orientale des montagnes du Rif, le long de la côte méditerranéenne.

## Étymologie
Les Rifains se nomment eux-mêmes Amazigh (pl.imazighen) et leur langue tmazight. « Rifain » étant une désignation géographique et socio-culturelle, dont l'espace fut flexible (s'étendant à une certaine époque jusqu'aux Ghiatas).

## Histoire

### Ère pré-islamique
Le Rif est la région nord montagneuse du Maroc, qui s'étend de la péninsule tingitane à la frontière algérienne. La région subit l'influence carthaginoise dès le IIIe siècle av. J.-C., où on voit les Puniques établir des comptoirs sur la côte, aux environs de Rusaddir et sur la partie orientale de la péninsule tingitane.
Les Carthaginois ayant perdu une grande partie de leurs territoires à la suite des guerres puniques, la région fait entièrement partie au Ier siècle av. J.-C., sous Bocchus et Juba II, du royaume de Maurétanie, un état client de Rome.
Au Ier siècle, la région passe sous administration romaine directe et est rattachée à la Maurétanie-Tingitane. Elle voit l'établissement de plusieurs cités romaines tel Rusaddir (Melilla), Aquila (Tétouan) et Aerath (vers Al Hoceima).
Le pouvoir romain affaibli au Ve siècle, la région voit en 429 le débarquement de 80 000 Vandales venus de Bétique. L'Empire romain disparaîtra le siècle suivant et les tentatives des Byzantins de le reconstituer n'auront que peu d'effets sur la Maurétanie-Tingitane, n'arrivant à avoir le contrôle que de la région côtière de la péninsule tingitane.

### Ère islamique médiévale
Islamisée au VIIe siècle, la région subit, comme le reste du Maghreb al-Aqsa, la grande révolte berbère en 739/740, à l'issue de laquelle elle devient indépendante du Califat Omeyyade.
La partie septentrionale du Rif, autour de la baie d'Al Hoceima, faisant partie depuis 710 de l'Émirat de Nekor, la partie méridionale devient une zone tribale indépendante, réunifiée au reste du Maghreb al-Aqsa seulement à la fin du VIIIe siècle, lors de l’avènement de la dynastie idrisside.
Au Moyen Âge, les habitants du Rif sont divisés selon trois principales confédérations berbères, celles des Ghomara, des Bakkouia et celle des Bettioua, cette dernière représentant la confédération la plus large, dont le territoire s'étend de Nekor à la Moulouya.
Entre le VIIIe siècle et le XIIe siècle, la partie occidentale du Rif (Jbala et Ghomara) devient majoritairement arabophone sous l'influence des voies de communication reliant Fès aux ports méditerranéens et, au-delà, à l'Andalousie. Les parties centrale et orientale, éloignées des voies de communication, demeurent berbérophones. Les Rifains, proprement dits, sont ces dernières peuplades, issues de l'éclatement des confédérations des Bettioua et des Bakkouia.
Au XIe siècle, Abdallah al-Bakri cite nommément les tribus rifaines que sont les Temsamane, les Ibaqouyen, les Gueznaya, les Beni Ouriaghel, les Kebdana, les Marnissa (aujourd'hui faisant partie des Jbalas), les Mestasa et les Aït Itteft.
Au cours de l'histoire, les Rifains sont successivement incorporés aux empires des Almoravides, des Almohades, des Mérinides, des Wattassides, et des Saadiens bien que gardant une large autonomie par rapport aux pouvoirs centraux successifs.

#### Période Alaouite
L'avènement de la dynastie Alaouite allait donner une nouvelle impulsion aux efforts de lutte contre la présence européenne. C'est ainsi que le second sultan alaouite, Moulay Ismaïl décida d'organiser l'armée marocaine afin de faire face aux puissances européennes. Pour cela il créa plusieurs corps d'armée. Parmi ceux-ci, les plus connus étaient,, :
- L'Armée rifaine ou encore Jaych Ar-Rifi en arabe, était un corps de l'armée marocaine composé des tribus rifaines.
- Le Guich des Oudaias.
- Les Abid al-Bukhari, une armée composée de soldats-esclaves subsahariens au service du Sultan.
- Les Guich, des tribus exemptées d'impôts en échange de leur service militaire[6],[7],[8].

Seuls ces corps armées avaient le droit d'utiliser des chevaux sous le règne des Alaouites.
L'Armée rifaine vit le jour en 1678. Le sultan Moulay Ismaïl avait eu l'idée de créer une armée composée de combattants issus des tribus berbères rifaines, réputées guerrières, pour reconquérir les villes occupées du Nord-Ouest du Maroc. Pour cela il chargea son ami, le caïd rifain Amar n-Haddou Abittouy (Amar fils de Haddou Abittouy en tamazight), de la tribu des Temsamane, de recruter des combattants. Les soldats de l'Armée Rifaine étaient recrutés parmi les tribus rifaines suivantes,, :
- Temsamane.
- Aït Saïd.
- Aït Touzine.
- Aït Ouriaghel.
- Ibaqouyen.
- Igzenayen.
- Ait Ammart.
- Iqer'ayen.

L'armée était dirigée par le caïd Amar n-Haddou et les membres de sa famille. Après avoir été équipée et entrainée, l'Armée Rifaine quitta le Rif et se dirigea vers le Nord-Ouest du Maroc afin de reprendre les villes occupées,,.
La première place libérée par l'Armée rifaine fut la ville de Mehdia, le 30 avril 1681. Après un dur combat, la garnison espagnole de Mehdia fut anéantie et un énorme butin constitué de prisonniers et de matériel de guerre fut capturé. Selon l'historien marocain An-Naciri, dans son Kitâb al-Istiqsa li-Akhbar Al-Maghrib duwal al-Aqsa, 309 soldats espagnols furent capturés à la suite de la prise de Mehdia par l'Armée rifaine.
En Février 1684, la ville de Tanger occupée par les forces anglaises depuis 1662, fut prise par l'Armée Rifaine après un blocus de 6 ans et de nombreux combats. Le Sultan fit repeupler la ville, ainsi que la région environnante du Fahs, par les guerriers rifains et Ali n-Abdallah devint le premier pacha rifain de Tanger. Les terres fertiles du Fahs, qui entourent la ville de Tanger, furent données aux guerriers rifains en récompense de leur bravoure, par le sultan.
En 1690, l'Armée rifaine, sous la conduite d'Ali n-Abdallah et de son cousin Ali n-Haddou, reprit la ville de Larache aux Espagnols après un siège d'environ cinq mois. Après de sanglants combats, les soldats espagnols demandèrent l'aman, la vie sauve, au pacha rifain, qui accepta sur ordre de Moulay Ismail. Sur les 3 200 soldats espagnols qui défendaient la ville, environ 2000 furent faits prisonniers et le reste perdit la vie au cours du siège. Larache fut repeuplée par les soldats rifains,,.
En 1691, ce fut au tour d'Assilah d'être prise par l'Armée rifaine après un siège d'un an. La garnison espagnole évacua la ville par mer lorsque ses provision furent épuisées. Les Rifains investirent la ville qu'ils repeuplèrent,.
La ville de Ceuta fut assiégée par l'Armée rifaine à partir de 1694, sous ordre de Moulay Ismail. Pour soutenir l'Armée Rifaine, Moulay Ismaïl envoya de nombreux contingents issus des tribus Jbalas, ainsi que des troupes Abid al-Bukhari. Environ 25 000 troupes marocaines assiégeaient la ville. Le siège dura jusqu'en 1727, année de la mort du sultan, puis fut levé devant l'incapacité des troupes marocaines à prendre la ville, la laissant aux mains des Espagnols,.
Après la libération des villes marocaines occupées par les Européens, les pachas rifains avaient autorité successivement sur tout le Nord-Ouest du Maroc, cela dura jusqu'en 1902, c'est à ce moment que le pays Jbala échappa au contrôle des pachas rifains de Tanger,,.

##### Siba et affrontements avec l'Espagne.
À partir de la fin du XIXe siècle, tout le Rif est dans un état de guerre permanent avec l'Espagne. Alternant des épisodes particulièrement intenses (Mohamed Améziane, guerre de Margallo (es), bataille de Melilla (1860), etc ), avec des périodes de relative stabilité externe. À cela il faut ajouter que depuis quelques dizaines d’années le Rif vit alors dans un relatif état d’anarchie appelé Siba (Maroc). Si par moments des caïds et des cadis sont nommés comme lors de l’expédition punitive du vizir Baghdadi contre ibbouqouyen, la majorité du temps les tribus vivent en totale autonomie vis-à-vis du pouvoir central, dans le Rif central autrefois profond bastion des Wattassides (Ait Ammart, nord de Igzennayen, sud de Ait Ouriaghel) des quasi principautés tribales voient le jour, et de puissantes familles d’imagharen (seigneurs tribaux) émergent (Mohand ben Messaoud Ababou, Bekkich, aberchan , Ahmidou…) qui vont jouer un rôle très important dans les événements de la guerre du Rif à venir, certains du côté colons (aberchan, bekkcih, medbouh, ahmidou…) d’autres du côté rifain (ababou …à compléter),,.

##### Le Rogui.
Le Rogui Bou Hmara, soutenu en sous-main par la France, se fit proclamer sultan à Taza en 1902. S’il put bénéficier au départ d’une certaine passivité des tribus du Rif central, voire du soutien de certaines familles en les nommant caïd comme Medbouh à Jbarna (sud de Igzennayen), très vite son alliance avec l'Espagne posa problème. Les guerriers du chérif Mohamed Améziane alors en guerre ouverte avec le colon espagnol dans la région de Melilla ainsi qu'une alliance entre les tribus Ait Ammart et Ait Ouriaghel se mirent à le combattre. Ces troupes lui infligèrent de sérieuses défaites au nom du sultan, ce qui sauva le trône, alors même que ses armées officielles conduites par le Glaoui en personne avaient été largement défaites à Taza en 1907,.
Si les tribus du Rif central permirent d’écarter du trône cet imposteur, paradoxalement cela conduisit aussi la France à accélérer son entreprise de colonisation notamment en faisant pression pour dissoudre les armées du sultan (en dehors des harkas du sud déjà sous contrôle français). Le Glaoui commença alors, à la suite de sa disgrâce conséquence de sa défaite à Taza, à soutenir Moulay Hafid contre son frère sultan. Ceci précipita l'avènement du protectorat français au Maroc 5 ans plus tard,,.

###### Affrontements avec la France.
En 1915, plusieurs factions du Rif central (Igzennayen,Ait Ammart,Ait Ouriaghel,Aït Touzine, Metalsa, Sanhadja de Srayr), (il séjourna plusieurs années à Boured) rejoignirent Abdelmalek , le petit-fils d'Abdelkader ibn Muhieddine d'ascendance rifaine de la tribu des Aït Touzine. Ces factions combattirent la France sous sa bannière exclusive jusqu'en 1919. Il[Qui ?] menaça Fès à plusieurs reprises et faillit embraser tout le Maroc, notamment les Zayanes et les Ait Warayn, mais il fut hésitant au moment d'appeler au djihad car il jouait sur plusieurs tableaux, avec la France, l'Espagne et l'Allemagne, ce qui lui fit perdre de son prestige. Il fut alors mis de côté. Il vint cependant en aide à Abdelkrim el-Khattabi, mais des dissensions entre eux apparurent rapidement. Il fut tué à Midar en 1924 par ses propres hommes qui espéraient ainsi pouvoir rejoindre Abdelkrim el-Khattabi,.

### Ère moderne et l'indépendance du Rif
Depuis le Traité de Fès et l'établissement des protectorats français et espagnol sur le Maroc, le Rif fait principalement partie de la zone espagnole tandis que trois tribus rifaines voient leur territoire partagé entre les zones française et espagnole: la majorité du territoire des Igzenayen et la partie sud de celui des Ibdalsen et Ait Bouyahyi se retrouvent sous administration française. Les Béni-Snassen, établis à l'est de la Moulouya, sont intégralement inclus dans la zone française.
Entre 1921 et 1928 se déroule la guerre du Rif, qui voit l'établissement d'un État indépendant, la République du Rif, sous l'impulsion d'Abdelkrim El Khattabi, avant que ce dernier ne soit défait et que la région retombe de nouveau, entièrement, sous le contrôle des autorités du Protectorat.

### L'indépendance du Maroc et l'ALN
En 1954 l'Armée de libération nationale (Maroc) pu se greffer à un début de révolte des Igzenayen et fut sous la protection Cheikh Messaoud en pleins territoire des Asht Assem.
Le 2 Octobre 1955, les rifains de Igzenayen, Ait Ammart et dans une moindre mesure Ait Ouriaghel, déclenchèrent la lutte armée pour l'indépendance du Maroc le 2 octobre 1955 à Boured. Ce fut le commencement de la guerre d'indépendance aussi appelé "La deuxième guerre du Rif",. Les combats, d’une rare intensité et mobilisant 15 000 soldats français dureront jusqu’au mois de Mars 1956, principalement sur le territoire des Igzenayen (le front rifain étant le seul à se développer), et au retour du Roi puis à la proclamation de l’indépendance,,,,,.
À l'indépendance du Maroc en 1956, le Rif est réunifié au Maroc. Les conditions économiques défavorables poussent plusieurs centaines de milliers de Rifains à l'exode vers les grandes villes du Maroc et vers l'Europe, notamment la Belgique et les Pays-Bas.
Longtemps délaissée par le pouvoir central marocain, la région tend à se développer depuis l'accession au trône du monarque Mohammed VI.

### Les Rifains et l'Algérie
Le Rif a été et demeure une région ouverte sur l’Ouest algérien (Oranie) du fait de la proximité géographique. Ainsi, la population de Beni Snous, et à plus large échelle les descendants des Béni-Snassen de la wilaya de Tlemcen a de grandes affinités, d'un point de vue historique, linguistique et culturel, avec le groupe rifain auquel ils peuvent être rattachés, tandis que les Berbères de Bethioua descendent de Rifains ayant migré vers l'Algérie. Exemple le plus célèbre de ce phénomène migratoire : la famille de l'Emir Abdelakder est originaire de Tafersit (Rif), l'ancêtre de la lignée, Mohamed ben Abd-el-Qaoui ayant été un ancien chef des Beni Touzine.
À partir du début de la période française, de plus en plus de main-d’œuvre berbère venue du Rif s'installe en Algérie, en quête d'opportunités afin d'améliorer leurs conditions de vie, le Rif étant de moins en moins autosuffisant à cause de la surpopulation et des mauvaises récoltes. La conquête française a élargi ces relations en facilitant les moyens de transport. Les Rifains sont réputés en Algérie française pour leurs qualités de cultivateurs à l'époque des moissons et vendanges. Ils formaient ainsi un nombre très important des travailleurs marocains présents sur le sol algérien au lendemain de l'indépendance. Le caractère saisonnier au départ de ce type de migration va évoluer vers une installation plus permanente. Une génération de Rifains naîtra et grandira sur le sol algérien et les mariages marocco-algériens n'étaient pas rares.
En 1975, l'Algérie a décidé d'expulser d'Algérie des membres de la communauté marocaine, dont une grande partie de Rifains, à la suite de la Marche Verte décidée par Hassan II. Ces expulsions seront vécues comme une tragédie pour les populations concernées, des familles furent séparées. Il existe encore aujourd'hui des Rifains en Algérie.

### Immigration en Europe
Dans les années 1960, la Belgique et les Pays-Bas, qui n’ont aucun passé colonial arabo-berbère, accueillent une immigration rifaine importante pour travailler dans les mines et la sidérurgie de Wallonie, puis dans les Flandres et aux Pays-Bas en plein boom économique. En France, les Rifains sont surtout présents dans le Nord et en Picardie.

## Démographie
Les Rifains sont près de 3 millions[réf. nécessaire].

## Culture

### Langue

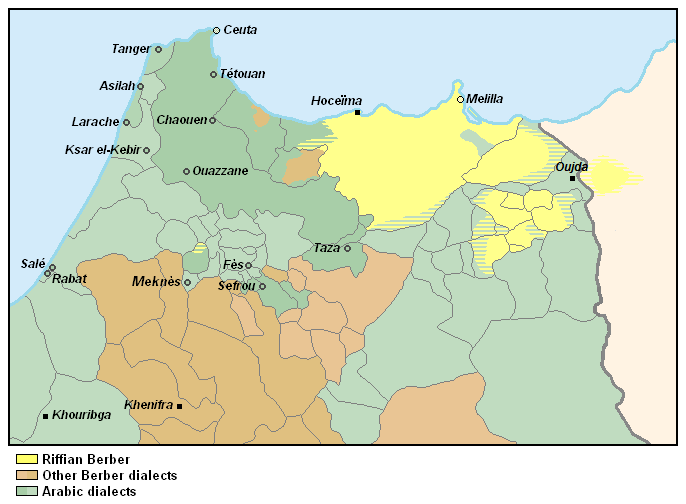
Extension géographique des dialectes du rifain

Les Rifains parlent principalement une variante zénète du berbère : le rifain, qu'ils nomment eux-mêmes tmazight ou encore tarifecht  ou tarifit. La dénomination Rif est parfois utilisée pour désigner cette langue mais celle-ci est impropre car elle désigne seulement la région et non la langue ni les habitants. Certaines tribus sont devenues partiellement ou totalement arabophones à la suite d'un processus d'arabisation, principalement celles établies à l'ouest du Rif, au contact des Ghomaras arabophones.
Les Rifains habitant un territoire peu traversé par les voies de communication, ils n'ont pas été influencés par la langue arabe et ont ainsi pu préserver leur parler, tout en adoptant un certain nombre d'arabismes et d'emprunts à l'espagnol (et dans une moindre mesure au français).
L'arabe dialectal marocain sert de lingua franca tandis que l'espagnol et le français sont parlés comme seconde ou troisième langue. Le néerlandais et l'allemand sont également parlés par les Rifains de la diaspora.

### Folklore

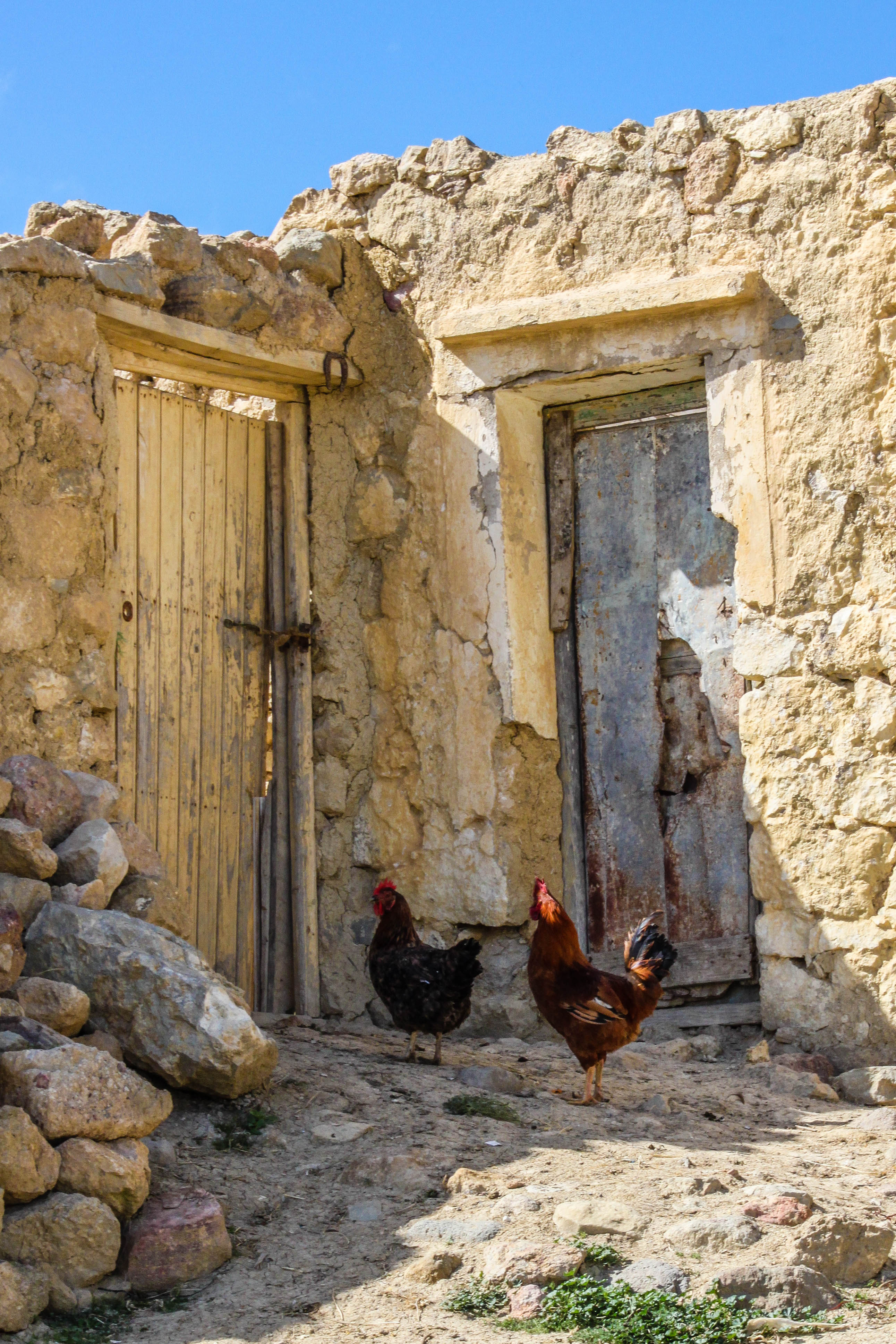
Maison rifaine.

La culture rifaine est une composante de la culture amazighe, (nord)africaine et méditerranéenne. La spécificité linguistique de la région s'illustre notamment par sa musique et son folklore.
Le folklore rifain s'apparente à celui du reste de l'Afrique du nord (Tamazgha) : on y chante des poèmes traditionnels appelés izrane, on suit les rites agraires liés à l'agriculture, ainsi yennayer est la fête qui entame la nouvelle année du calendrier berbère.
Le mariage rifain met en lumière plusieurs caractéristiques propres à la région comme la tradition de l'Araziq (chants, glorifications religieuses et rituels exécutés par un groupe d'hommes autour du marié) accompagnée des Asriwriw (youyous) des femmes au lointain, le jour de la cérémonie du henné; ainsi que d'autres spécificités.

### Poésie
Les izran (pluriel d'izri) sont des poèmes traditionnels rifains, chantés lors de diverses occasions. Cette tradition très répandue dans le Rif était considérée comme un élément phare de la poésie berbère.
Typiquement, les izrane sont des louanges, des récits amoureux, des déclarations sentimentales ou plus généralement des révélateurs des états d'âme de leurs interprètes, que tant hommes que femmes chantent et dansent lors des mariages et autres événements. Ils servent souvent à donner la réplique à l'interlocuteur.
Il existe un chant typique aux rifains, très souvent repris dans les izrane: Ralla Buya (Lalla Bouya), qui semblerait être un chant d'éloge à une femme: Bouya, dont l'identité reste mystérieuse, certains affirmant qu'il s'agit d'une ancienne reine berbère à la beauté et la générosité extraordinaire, d'autres étant persuadés qu'il s'agit d'une simple légende. Ce chant est une marque de l'identité rifaine, utilisé par toutes les tribus ressentant ce sentiment d'appartenance, il s'est également aujourd'hui popularisé dans le reste du Maroc et est repris par de nombreux chanteurs rendant hommage à la culture rifaine.
Des confrontations poétiques avaient lieu entre les jeunes filles des différents clans où chacune pouvait exprimer ses états d'âme en démontrant son inspiration artistique.
Les izrane étaient également utilisés comme source de motivation pour les combattants notamment lors des combats de résistance coloniaux.

### Musique
La musique joue un rôle très important dans le folklore du Rif. D'un côté, la région a fourni un grand nombre de chanteurs et interprètes de la musique amazighe dans différents styles musicaux.
Plus spécifiquement, Imdiazen est une danse folklorique d'origine guerrière pratiquée par les tribus Zénètes du Maroc Oriental, dont font aussi partie les Rifains. Elle a donné le genre musical moderne connu sous le nom de reggada.
Les guerriers rifains dansaient en signe de victoire sur l'ennemi, d'où l'usage du fusil ou du bâton. Les frappes de pieds au sol se font au rythme de la musique symbolisant l'appartenance à la terre du Rif et la fierté des guerriers. Cette danse est partagée avec tout l'Oriental d'où la dénomination plus récente en Areggada/Reggada, lors de sa montée en popularité dans les années 1990. Les instruments zénètes tels que la gasba (tamja en rifain)  et le galal (aqadjar en rifain) y sont typiquement utilisés ainsi que le bendir (adjoun en rifain). Le Zamar, à la base instrument typiquement rifain est aussi largement utilisé dans la région de Nador et Berkane, ainsi qu'à Msirda en Algérie.

## Démographie

### Composition tribale

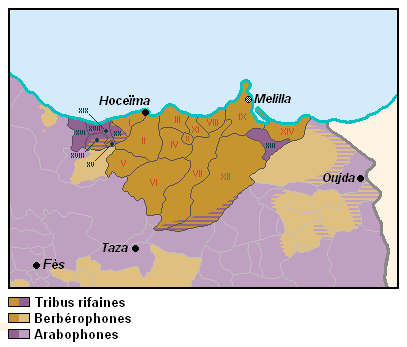
Carte de localisation des tribus rifaines

Traditionnellement, le Rif (Rif oriental et Rif central) est une région tribale, composée d'une vingtaine de tribus, elles-mêmes composées de plusieurs fractions et clans:
- les Qelaya (Iqerʿiyen), confédération tribale de 5 tribus établies aux environs de Nador, sur un territoire s'étendant entre le cap des Trois Fourches au nord, la rive orientale de la lagune de Nador à l'est et l'oued Kert à l'ouest[28].
- les Kebdana (Ichebdanen), établis entre la rive orientale de la lagune de Nador et la rive gauche de la Moulouya, autour de Kariat Arekmane et Cap de l'Eau (Cabo de Agua), qui la sépare des Ait Iznassen, bien qu'une partie du territoire Kebdana est située sur la rive droite de la Moulouya, entre Cap de l'Eau et Saidia.
- les Gueznaya (Igzennayen), établis aux environs d'Ajdir, Aknoul, Ain-Hamra, Tizi Ouasli, Kassita.
- les Metalsa (Ibdarsen), établis aux environs de Driouch, Aïn Zohra, Mezguitem, Tara Tazougaght et Oulad Bourima.
- les Aït Saïd, le long des côtes, entre Tazaghine et l'oued Kert, établis aux environs de Dar el-Kebdani, Boudiar, Hijja, Chaabi, Maurou et Amejjaou.
- les Aït Oulichek, établis entre les communes de Ben Taieb, Annoual, Ouardana et Taliouine ;
- les Temsamane, établis aux environs des communes de Temsamane, Trougout, Laazib et Taksaft, jusqu'au littoral ;
- les Aït Bouyahyi, établis sur un large territoire sur la rive gauche de la Moulouya et au sud de Nador, autour de Hassi Berkane et Mont-Arouit.
- les Aït Tafersit, établis aux environs de la commune de Tafersit ;
- les Aït Touzine, établis aux environs de Midar, Azlaf, Kassita et Ijarmouas, jusqu'l'oued Nekor à l'ouest ;
- les Aït Ouriaghel, établis aux environs d'Ajdir, Tamassint, Bni Bouayach et Imzouren, s’engouffrant depuis le littoral vers l'intérieur des terres, vers le sud et le sud-ouest, de plus d'une trentaine de kilomètres ;
- les Ait Ammart, établis aux environs de la commune de Bni Ammart.
- les Bakkouya (Ibaqouyen), établis entre Al Hoceima et Badis ;
- les Ouled Settout, arabophones de la plaine d'origine maaqilite, cette tribu englobe aussi des clans rifains d'origine zénète, établis dans les environs de la ville de Zaïo.

Un groupement de six tribus d'origine sanhaja, établies à l'ouest du bloc berbérophone zénète, se revendique rifain bien qu'elles soient majoritairement arabophones. Les cinq tribus de ce groupement sont :
- les Aït Itteft, établis au sud de Badis ;
- les Aït Boufrah, établis autour de la commune de Khmis Bni Boufrah ;
- les Aït Gmil, établis sur un territoire parsemé de hameaux au nord-ouest de Targuist, enclavé entre ceux des Mestasa, des Sanhaja des Srayr, des Metioua et des Aït Boufrah ;
- les Mestasa, établis aux environs de Medcher Taghzout, au nord des Beni Gmil ;
- les Metioua, établis sur le territoire compris entre Issaguen et le littoral ;
- les Targuist, établis aux environs de la commune de Targuist.

Les Aït Iznassen, confédération de quatre tribus de langue et de culture zénètes établies aux environs de la ville de Berkane, soit sur la rive droite de la Moulouya à proximité du Rif, sont souvent rattachés au groupe rifain, sans que cela ne fasse consensus. Les quatre tribus composant cette confédération sont, d'ouest en est :
- les Aït Ourimech ;
- les Aït Atiq ;
- les Aït Mankouch ;
- les Aït Khaled.

Un petit ensemble de quatre tribus arabophones, dit « tribus de la Triffa » le 'petit' Rif, est également établi sur le territoire des Aït Iznassen à  de Saidia, sans faire partie de la confédération tribale.

### Religion
À l'instar du reste du Maghreb al-Aqsa, le Rif est islamisé à la suite de la conquête musulmane au VIIe siècle. Les Rifains adoptent l'islam sunnite, de rite Malékite, notamment durant l'élèvement de l'émirat de Nekor, fondé en 711 et demeuré étranger aux bouleversements ayant touché le Maghreb pendant la première moitié du VIIIe siècle, tel la Révolte berbère et l'émergence du Kharidjisme. Toutefois, tout comme une grande partie des peuples islamisés, les Rifains conservent certaines particularités culturelles préislamiques tel les tatouages berbères, la superstition et la structure tribale de la société.